# Cung điện Goldstein

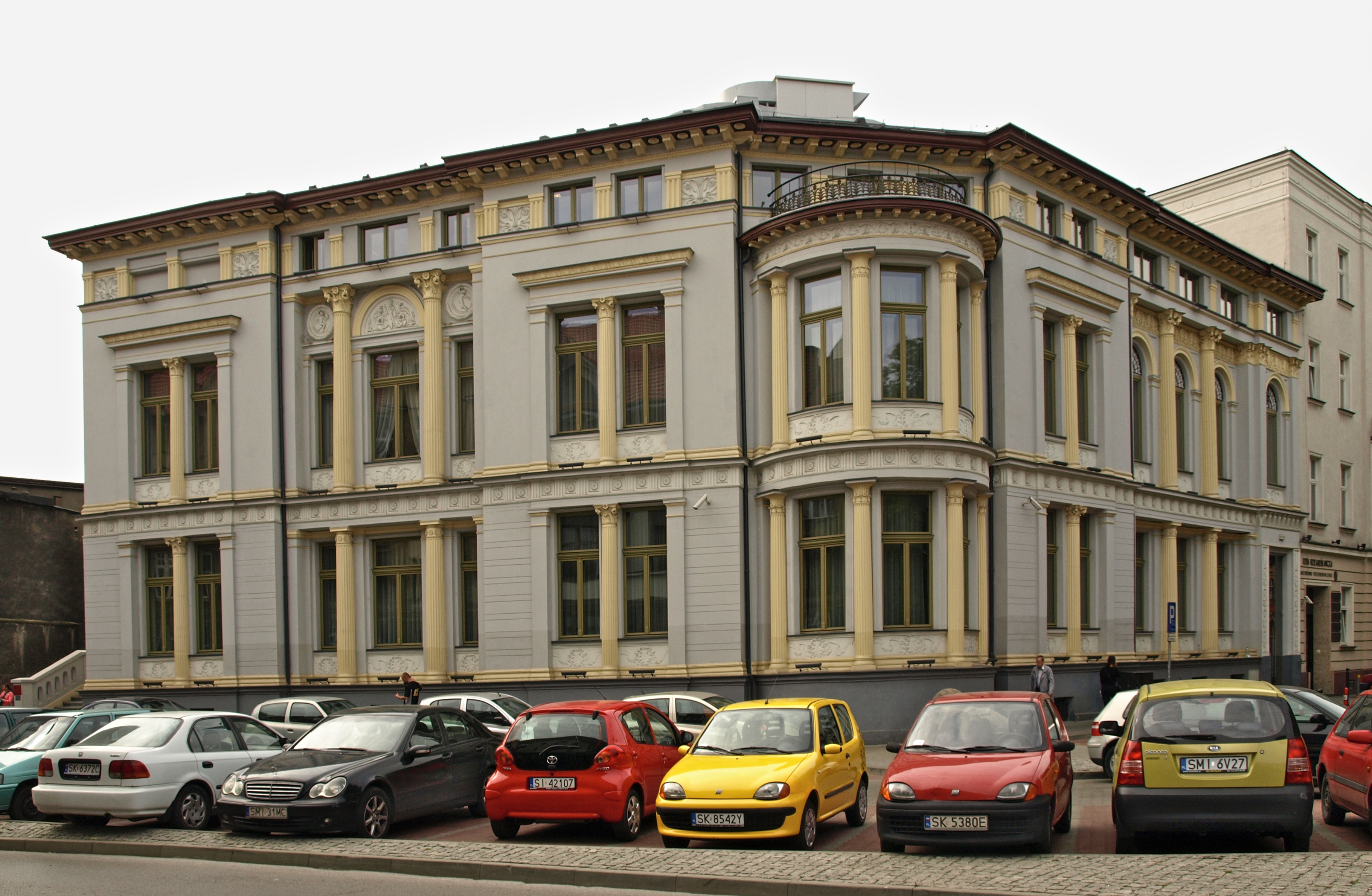
Cung điện Goldstein

Cung điện Goldstein hay còn được gọi là Biệt thự Goldstein hoặc Cung điện Przemysłowców, là một tòa nhà có kiến trúc Neo-Renaissance (kiến trúc Phục hưng của Ý) nằm ở phía tây của trung tâm thành phố Katowice, ngay ở góc của Quảng trường Wolności và đường Jana Matejki.

## Lịch sử
Cung điện Goldstein được xây dựng vào năm 1872 bởi anh em Abraham và Józef Goldstein, những người Do Thái giàu có đến từ lãnh thổ của phân vùng Nga, người đã làm kinh doanh ở Górnym Śląsku một thời gian. Họ đến Katowice với tư cách là những người buôn gỗ và thành lập chuỗi xưởng cưa. Ngoài việc điều hành xưởng cưa ở Katowice thì Anh em nhà Goldstein cũng có rất nhiều xưởng cưa ở các thành phố khác nhau. Khi công việc kinh doanh đang phát triển tốt, thì đến năm 1892 đã có một đám chảy xảy ra tại xưởng làm ảnh hưởng rất lớn đến sự phát triển của xưởng. Năm 1893 họ đã dừng công việc kinh doanh ở Katowice và chuyển lên Wrocław và bán tài sản cho công ty "Kohlen Produzenten Georg Von Giesches Erben".
Trước Thế chiến II, nơi đây là trụ sở của "Phòng Công nghiệp và Thương mại". Từ năm 1952 - 1990 là trụ sở của Hội Hữu nghị Ba Lan-Xô Viết và rạp chiếu phim "Przyjaźń". Vào những năm 60 của thế kỷ 20, đây là trụ sở của Trung tâm Giáo dục và Văn hóa tỉnh. Vào năm 2009, các công trình cải tạo và phục hồi của tòa nhà đã bắt đầu để điều chỉnh nó cho các mục đích mới: trụ sở của Văn phòng Đăng ký của thành phố, và hiện nay thuộc sự quản lý của thành phố Katowice.

## Kiến trúc
Cung điện là một tòa nhà đại diện từ những năm 1870 - 1875. Cung điện gồm có hai tầng. Mặt tiền bên ngoài được trang trí bằng vữa và đá được trang trí nhiều họa tiết khác nhau. Ở phía trên cao, có các tác phẩm điêu khắc mô tả ba nhân vật nữ - những câu chuyện ngụ ngôn về công nghiệp, khoa học và mỹ thuật. Các nhân vật đang cầm: một cái búa, đầu máy, một cuốn sách, một ngọn đuốc, một cuộn giấy và một bảng màu tranh.
Bên trong, có một cầu thang kết nối với tầng 2 và một hội trường với đồ trang trí phong phú, có rất nhiều mạ vàng được đặt bên trong. Phòng họp có trần nhà được ốp, dát bằng một kurdyban (dạng trang trí trên vải, da, và ốp vàng, hoặc bạc) mạ vàng phong phú. Sự giàu có của chủ sở hữu cung điện cũng được chứng minh bằng sàn đá cẩm thạch, sử dụng đá sa thạch, gỗ chất lượng cao và nhiều mạ vàng. Trên mỗi tầng có tám hoặc chín phòng, nhà bếp, phòng đựng thức ăn, phòng tắm và hai phòng của người hầu.